# Niccolò Paganini

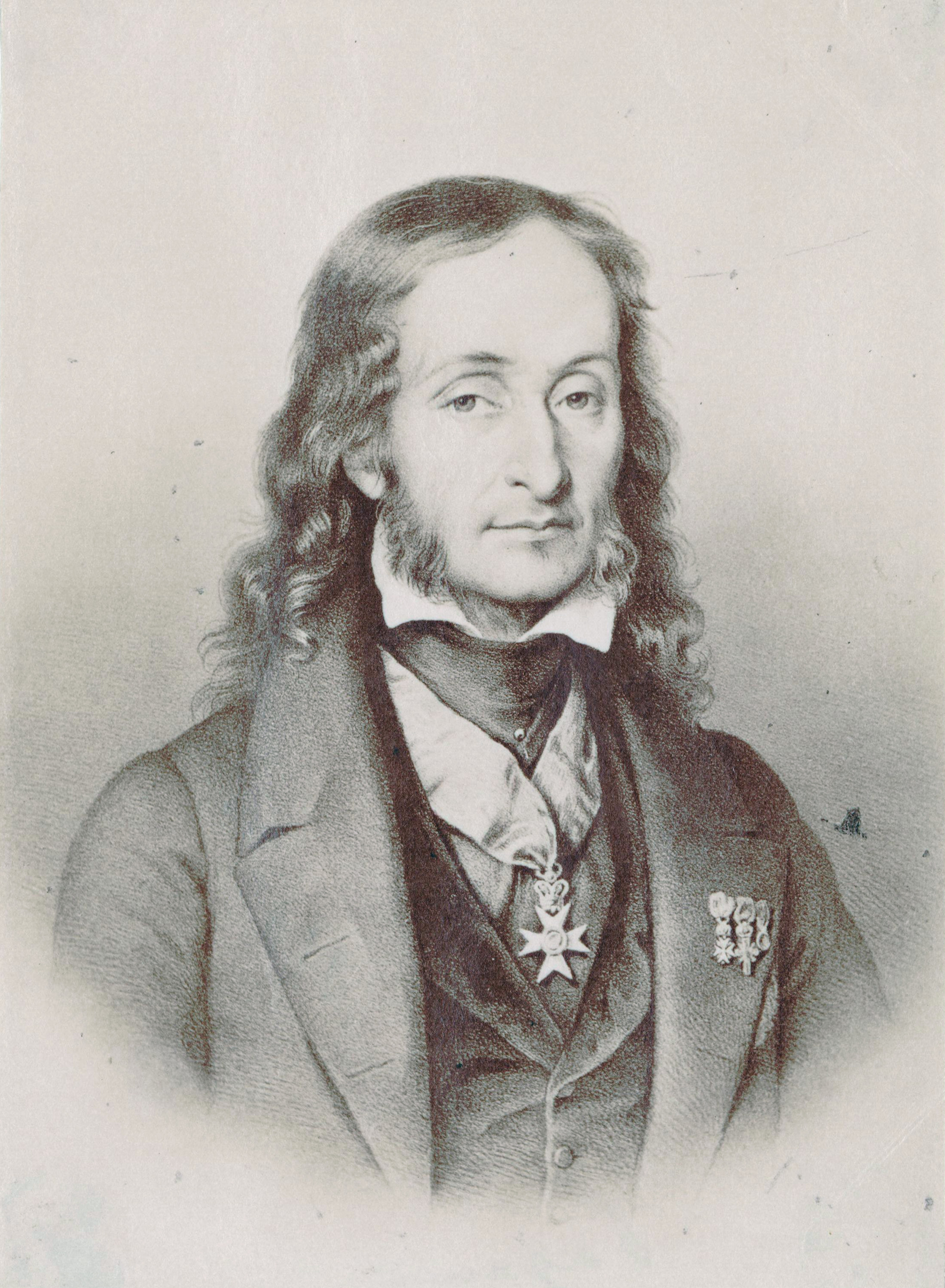
Porträt Niccolò Paganinis nach Paul Pommayrac 1838

Niccolò Paganini, auch Nicolò Paganini (* 27. Oktober 1782 in Genua, Republik Genua, heute Italien; † 27. Mai 1840 in Nizza, Königreich Sardinien, heute Frankreich), war ein italienischer Violinist, Bratschist, Gitarrist und Komponist. Zu seiner Zeit war er der führende und berühmteste Geigenvirtuose. Sein äußeres Erscheinungsbild und seine brillante Spieltechnik machten ihn bereits zu Lebzeiten zu einer Legende. Auch das Gitarrenspiel beherrschte er virtuos.

## Leben

### Genua
Niccolò Paganini wurde nachweislich 1782 in Genua geboren. Er veranlasste 1821 seinen Freund, den Anwalt Luigi Germi, das Geburtsdatum zu fälschen und von 1782 auf 1784 zu legen. 1828 diktierte er Peter Lichtenthal für eine erste biographische Notiz, die 1830 in der Leipziger Musik-Gazette und 1853 in Mailand auf Italienisch erschien, ebenfalls 1784 als sein Geburtsjahr. Auch Julius Max Schottky erhielt diese Angabe von Paganini persönlich für Paganini’s Leben und Treiben als Künstler und als Mensch: mit unparteiischer Berücksichtigung d. Meinungen seiner Anhänger u. Gegner. Daher galt das ganze 19. Jahrhundert hindurch 1784 als richtige Angabe. Paganinis Angaben zu seiner Kindheit und zur Rolle seines Vaters, die bei Schottky zu lesen sind, müssen aus demselben Grund kritisch gesehen werden.
Nach eigener Aussage erhielt Paganini bereits in frühester Kindheit Violinunterricht, unter anderem von seinem Vater, Antonio Paganini, der ihn zum stundenlangen Üben verpflichtet habe. Bereits in dieser frühen Phase habe er aus eigenem Antrieb die klanglichen Möglichkeiten der Violine erprobt und „neue und sonst noch ungesehene“ Griffe erfunden, deren Zusammenklingen die Leute in Staunen versetzt habe. Zudem begann er als Kind, unterrichtet von seinem Vater, Gitarre zu spielen. Zwischen 1791 und 1795 nahm er Violinunterricht bei Giacomo Costa in Genua. Vermutlich war er jedoch größtenteils Autodidakt, beeinflusst von den Werken, der Spielweise und der „Schule“ Giuseppe Tartinis, Pietro Locatellis, Giovanni Battista Viottis, Rodolphe Kreutzers und Pierre Rodes.
Weitere Anregungen und Kenntnisse erlangte Paganini in Parma, wo er zusammen mit seinem Vater von Ende 1795 bis gegen Ende 1797 weilte. Er erhielt dort Kompositionsunterricht bei Gasparo Ghiretti und Ferdinando Paër, komponierte unter ihrer Aufsicht einige Werke, darunter zwei heute verlorene Violinkonzerte, die er im Gran Teatro zu Parma, in Colorno und Sala aufführte. Nach seiner Rückkehr nach Genua besetzten napoleonische Truppen die Stadt, und er entfloh, indem er Oberitalien bereiste und dort Konzerte gab. Die Programme seiner Auftritte in Modena im Dezember 1800 zeigen, dass er neben Eigenkompositionen auch Stücke von Rode und Kreutzer spielte. Ein Kabinettstück stellte sein Spanischer Fandango dar, in dem er die Stimmen verschiedener Vögel nachahmte und den er auch später im Ausland oft darbot. 1801 kehrte er nach Genua zurück und widmete sich nach eigenen Angaben der Landwirtschaft und dem Gitarrenspiel. Er komponierte für die Gitarre, und die Gitarre wurde ihm ein wichtiges Utensil für das harmonische Denken und das mehrstimmige Komponieren.

### Lucca
Erstmals ohne den Vater reiste Paganini 1801 nach Lucca. Dort bewarb er sich erfolgreich um die musikalische Teilnahme am Hochamt in der Kirche Santa Croce. Großen Anklang fand sein Konzert in Santa Croce am 14. September 1801. Es bescherte ihm Einladungen zu weiteren Auftritten.
Für die Jahre 1802 bis 1804 liegen keine gesicherten Informationen über Paganinis Tätigkeit vor. Möglicherweise bezieht sich Paganinis Geständnis jugendlicher Fehler wie der Leidenschaft für das Glücksspiel auf diese Zeitspanne:

„Mein Talent fand […] zu große Anerkennung; das ungebundene Umherreisen; der Enthusiasmus […]; ein genuesisches Blut […] – alles dies, und so manches andere der Art mehr, ließ mich oft in Gesellschaften geraten, die in der That nicht die besten waren. Ich muß es aufrichtig sagen, daß ich […] in die Hände solcher Leute fiel, die weit fertiger und glücklicher spielten als ich, aber freilich weder die Violine noch die Guitarre. Ich verlor oft an einem Abende die Frucht mehrerer Concerte […]. Aber diese Perioden waren zum Glück vorübergehend […]“

Im Januar 1805 wurde Paganini zum Konzertmeister im Orchester der Republik Lucca ernannt. Nachdem Fürstin Elisa Baciocchi, eine Schwester Napoleons, Herrscherin Luccas geworden war, wurde er im September 1805 ihr Kammervirtuose und Operndirektor. 1808 schickte sie ihn zum Erfurter Fürstenkongress, wo er vor Napoleon und dem russischen Zaren spielte.
Diese einzige feste Anstellung in Paganinis Laufbahn währte bis 1809. In dieser Zeit entstanden zahlreiche Werke für Violine und Orchester sowie für Violine und Gitarre.

### Konzertreisen

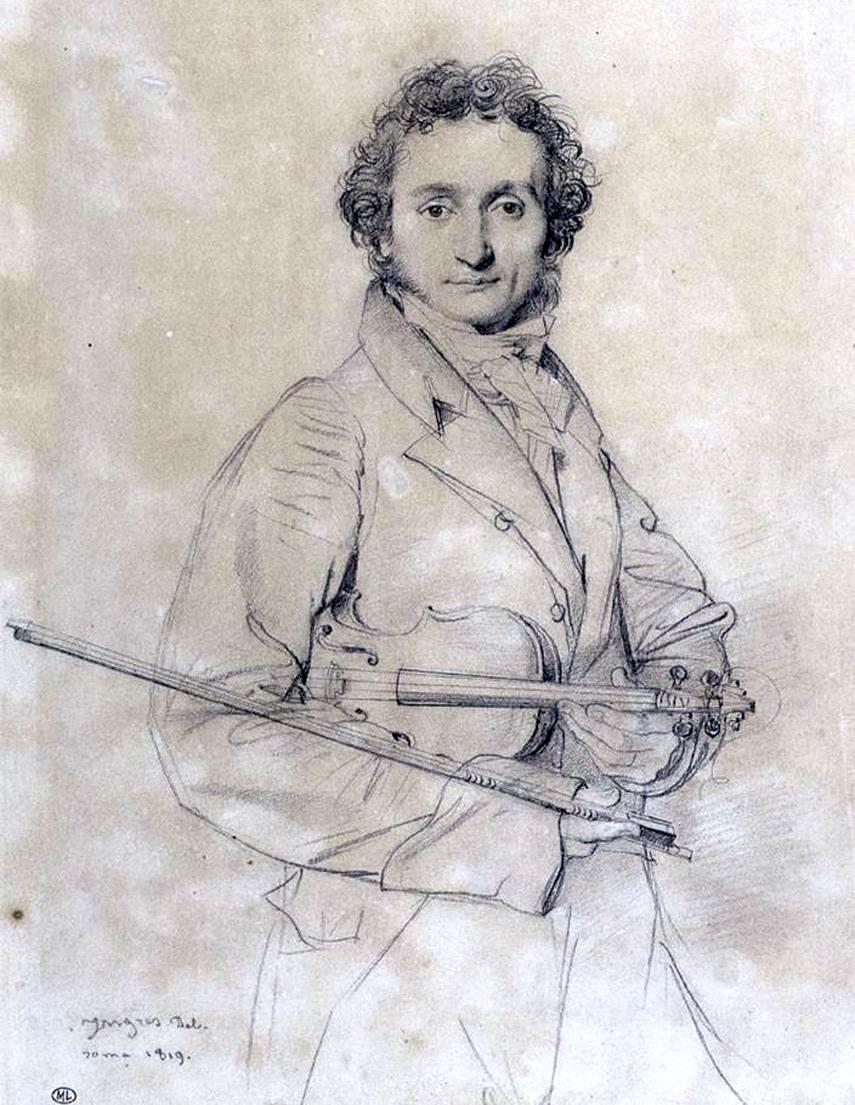
Paganini 1819, Kohlezeichnung von Jean-Auguste-Dominique Ingres

#### Italien
Ab 1810 war Paganini nahezu ständig auf Konzertreisen, zunächst zwei Jahre durch die Romagna und die Emilia, dann bis 1828 überaus erfolgreich durch das gesamte Land von Turin bis Palermo.
Bei Ricordi in Mailand wurden 1820 neben den Sonaten für Violine und Gitarre op. 2 und op. 3 sowie den Quartetten op. 4 und op. 5 die 24 Capricci op. 1 gedruckt. Die Capricci kursierten von da an – auch in Kopien und Abschriften sowie in nicht autorisierten, oft im Notentext veränderten Drucken – in ganz Europa und ließen es erstmals zu, Paganinis Kunst nicht nur zu hören, sondern auch an einem Notentext zu überprüfen und zu analysieren, wie es später beispielsweise Robert Schumann und Franz Liszt taten. Paganini allerdings spielte seine Capricci nie bei seinen Auftritten.
Im Jahr 1824 lernte Paganini bei einem Engagement am Teatro San Samuele in Venedig die Sängerin Antonia Bianchi kennen, in Palermo kam am 23. Juli 1825 der gemeinsame Sohn, Achille Ciro Alessandro, zur Welt. Bianchi reiste in den folgenden Jahren mit Paganini und trat in seinen Konzerten auf.

#### Wien und Prag
Als Paganini 1828 nach Wien reiste,

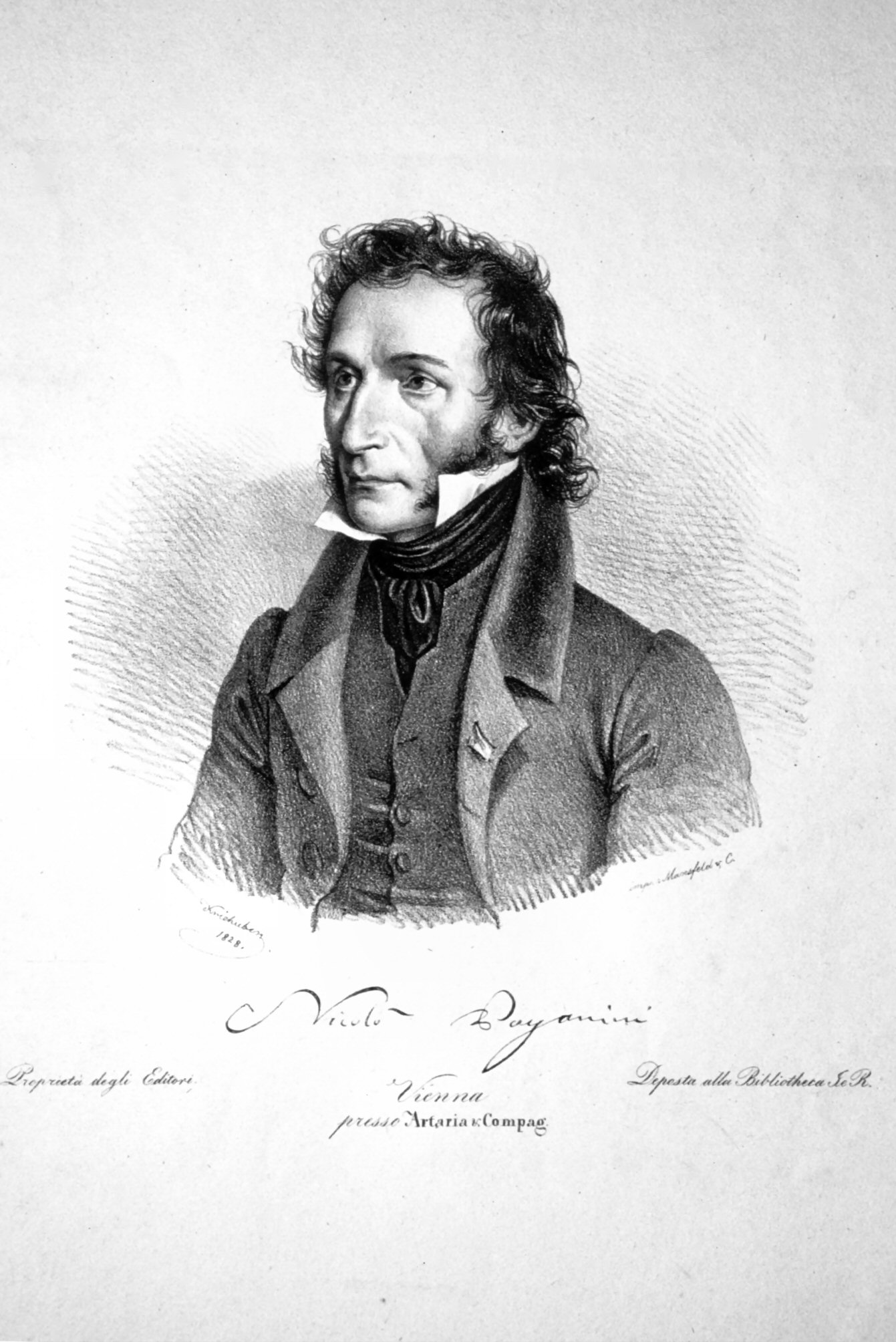
Paganini, Lithographie von Josef Kriehuber, Wien 1828

eilten ihm viele Gerüchte und der Ruf voraus, ein überragender Virtuose zu sein, der seine Zuhörer durch seine „Zaubergeigerkünste“ verhexe. In Wien wurden seine Konzerte in allen Zeitungen besprochen, Korrespondentenberichte über seine Kunst gelangten bis nach Deutschland und Frankreich, Modezeitungen beschäftigten sich mit seinem Lebenswandel, Gastronomie und Kleidermode wurden à la Paganini gestaltet, Gebrauchsgegenstände trugen sein Porträt, Gedichte und Possen über ihn wurden veröffentlicht, Komponisten wählten für ihre Werke Melodien und Titel, die auf Paganini anspielten, und der österreichische Kaiser, Franz I., verlieh ihm den Ehrentitel „kaiserlicher Kammervirtuose“. In Wien trennte sich Paganini von Antonia Bianchi. Achille, ihr Sohn, blieb, vertraglich geregelt, bei Paganini und wurde von ihm mit Umsicht aufgezogen.
Wegen gesundheitlicher Probleme reiste Paganini im August 1828 nach Karlsbad, wo er Johann Nepomuk Hummel kennenlernte. Er gab dort zwei Konzerte, musste sich aber im Oktober wegen einer Unterkieferentzündung in Prag in Behandlung begeben und operieren lassen. Er gab einige Konzerte, komponierte einige Werke für Violine und Gitarre und bereitete sich auf eine seit langem geplante Reise nach Deutschland vor. Kurz vor der Abreise diktierte er Julius Max Schottky seine Biographie, von der er sich eine Widerlegung der über ihn verbreiteten Gerüchte erhoffte.

#### Deutschland mit einem Abstecher nach Polen

Paganini, geehrt mit einem Lorbeerkranz, nach einem Konzert in München 1829

Zwischen Januar 1829 und Februar 1831 trat er in mehr als 40 Städten Deutschlands und Polens auf. Über Dresden und Leipzig gelangte er zunächst nach Berlin, wo er am 4. März 1829 im Beisein des königlichen Hofes ein erstes Konzert gab. Der wichtigste Berliner Kritiker, Ludwig Rellstab, schrieb in seiner Besprechung, die Berliner noch nie so erlebt zu haben: „[…] in einem Zustand des Überschwanges […], den ich selten in einem Theater und noch nie in einem Konzertsaal beobachten konnte.“ Paganini als Person war ihm nicht angenehm. Er habe etwas Dämonisches an sich. „Vielleicht hätte Goethes Mephisto die Violine so gespielt.“ Damit beschrieb er, wie Paganini besonders in Deutschland und Frankreich, wo die anerkannten Violinvirtuosen eine verhaltene Spielweise pflegten, gesehen wurde. Johann Wolfgang von Goethe dagegen beurteilte Paganinis Dämonie anders:

„Nein […], der Mephistopheles ist ein viel zu negatives Wesen, das Dämonische aber äußert sich in einer durchaus positiven Tatkraft. Unter den Künstlern findet es sich mehr bei Musikern, weniger bei Malern. Bei Paganini zeigt es sich im hohen Grade, wodurch er denn auch so große Wirkungen hervorbringt.“

Beim deutschen Publikum trugen Paganinis schwarze Konzertkleidung, seine von Krankheit gezeichnete Gestalt sowie seine für die Zuhörer unerklärlichen musikalischen Fähigkeiten dazu bei, das Bild eines teuflisch-dämonischen Künstlergenies zu prägen.
Auch in Polen, wo er von Mai bis Juli 1829 elf Konzerte gab, hatte Paganini großen Erfolg. In Warschau spielte er anlässlich der Krönung von Zar Nikolaus I. zum polnischen König. Er traf dabei auf den ihm schon aus Piacenza bekannten polnischen Geiger Karol Lipiński, der ihm 1827 seine Drei Capricci für die Violine solo gewidmet hatte. Eines der Warschauer Konzerte besuchte Frédéric Chopin, der danach ein Souvenir de Paganini komponierte, das er jedoch nie veröffentlichte.
Besonders wohl fühlte sich Paganini in Frankfurt am Main, wo er im August und September 1829 auftrat. Dort mietete er eine Wohnung und konnte darin seinen Sohn während seiner weiteren Reisen in der Obhut einer Haushälterin zurücklassen. In Frankfurt lernte er den Kapellmeister Carl Guhr kennen, der einen bedeutenden Traktat über Paganinis Spielweise verfasste.
Anfang 1830 unterbrach Paganini in Frankfurt seine im Januar 1829 begonnene Serie von bis dahin 73 Konzerten, um sich einige Wochen auf das Komponieren zu konzentrieren. Im März 1830 nahm er seine Konzerttätigkeit wieder auf, und am 11. April hörte ihn in Frankfurt Robert Schumann, der daraufhin seine eigenen Klavierstudien intensivierte. Von Oktober 1830 stammen Skizzen Schumanns zu Variationen über Paganinis La Campanella. Für ihn galt: „Paganini ist der Wendepunkt der Virtuosität.“
Doch nicht alle deutschen Berufsmusiker beurteilten Paganini durchweg positiv. Louis Spohr, der ihn 1816 getroffen hatte und auf dessen Anregung hin Paganini in Kassel konzertierte, schrieb am 5. Juni 1830 in einem Brief: „Seine linke Hand, die immer reine Intonation und seine G-Saite sind bewunderungswürdig. In seinen Kompositionen und seinem Vortrag ist aber eine so sonderbare Mischung von höchst Genialem und Kindischem und Geschmacklosem, weshalb man sich abwechselnd angezogen und abgestoßen fühlt. Der Totaleindruck, besonders nach öfterem Hören, ist bei mir nicht befriedigend gewesen […]“
Eine wichtige Quelle über Paganini als Privatmann verfasste in dieser Zeit der Schriftsteller, Journalist und Theaterkritiker Georg Harrys, der Paganini vom 6. Juni bis zum 1. Juli 1830 als Impresario diente. Darin wird das Fluidum Paganinis ohne Dämonisierung fassbar. Der Titel des Texts lautet: Paganini in seinem Reisewagen und Zimmer, in seinen redseligen Stunden, in gesellschaftlichen Zirkeln, in seinen Concerten.

#### Paris und Großbritannien
„Paris, London und Russland werden meine Million vervollständigen“, schrieb Paganini an seinen Freund und Berater Luigi Germi in Genua. Die weit über dem Üblichen liegenden Eintrittspreise seiner Konzerte in Deutschland hatten ihm ein gut angelegtes Vermögen eingebracht, das es ihm erlaubt hatte, an vielen Orten Benefizkonzerte zu mildtätigen Zwecken zu geben, deren Erlös er spendete. Nach Russland gelangte Paganini nie, in Paris hingegen traf er am 24. Februar 1831 mit seinem Sohn ein. Tatsächlich brachten ihm die neunzehn Konzerte seiner ersten, etwa dreimonatigen Frankreichtournee, die ihn auch nach Boulogne, Dünkirchen, Lille, Saint-Omer und Calais führte, 153.000 Francs ein.
In Paris stand er sofort im gesellschaftlichen Mittelpunkt. Dichter, Kritiker, Maler und Musiker drängten in seine Konzerte, darunter Théophile Gautier, George Sand, Castil-Blaze, François-Joseph Fétis, Eugène Delacroix, Gioachino Rossini, Luigi Cherubini, Fromental Halévy, Pierre Baillot, Giacomo Meyerbeer, Ole Bull und Franz Liszt. Auf Liszt hatte das Erlebnis von Paganinis Virtuosität besonders große Wirkung. Er entwickelte in der Auseinandersetzung mit Paganinis Werken und dessen Art, das Publikum zu faszinieren, seinen hochvirtuosen Klavierstil und wurde zu einem vergleichbaren Publikumsmagneten.

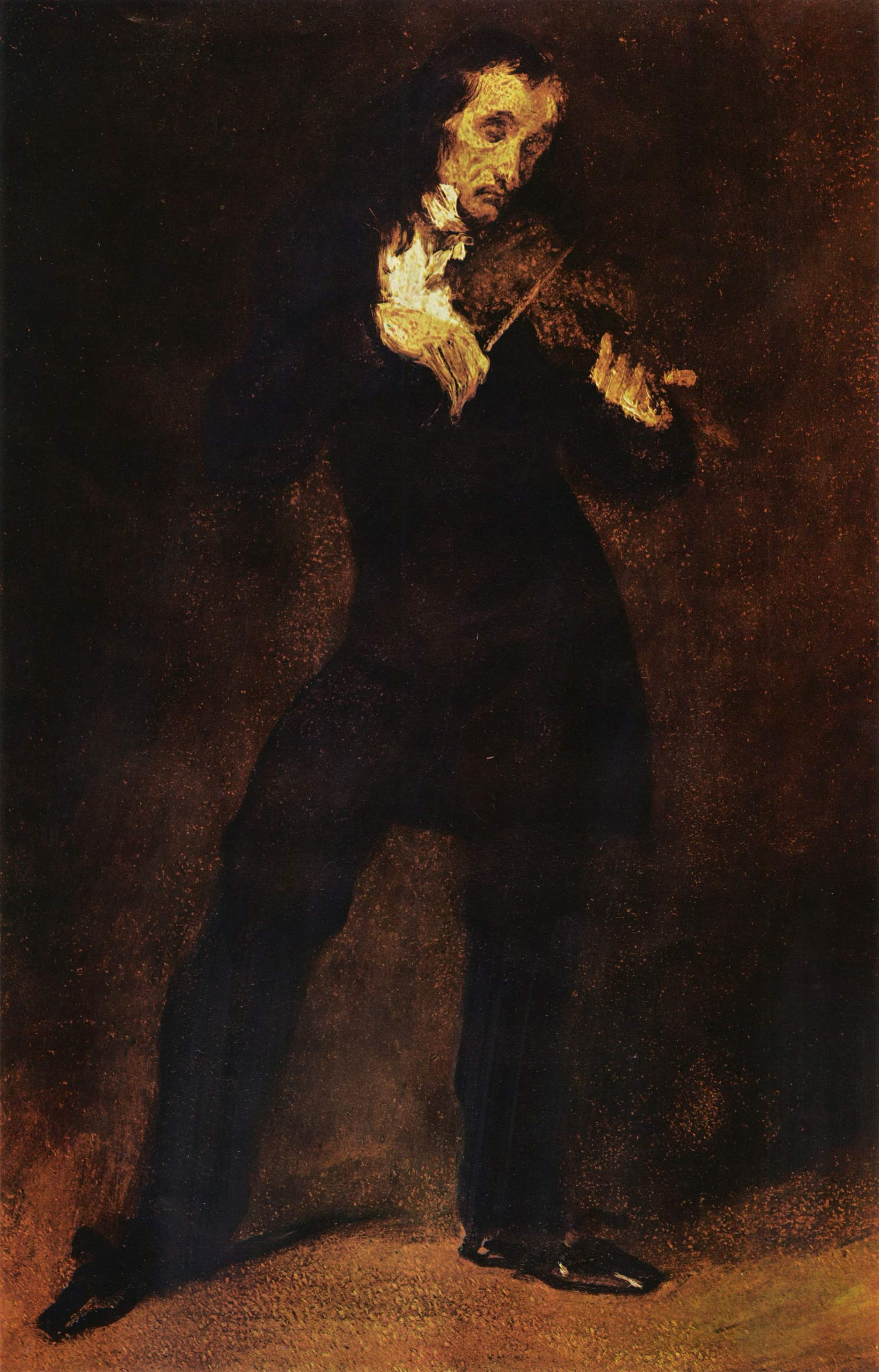
Porträt Niccolò Paganinis von Eugène Delacroix, 1832

Zwischen Mai 1831 und März 1832 trat Paganini im Vereinigten Königreich auf, vor allem in London. Seine weiteren dortigen Aufenthalte (von Juli bis September 1832, Mai bis August 1833 und April bis Juni 1834) zeugten bereits vom Nachlassen seiner körperlichen und künstlerischen Kraft. Ähnliches zeigte sich in Frankreich, zumal in Paris, wo er von März bis Juni 1832 elf erfolgreiche Konzerte gab, doch von Kritikern öfters angegriffen wurde. Schärfer wurde der Ton im Winter 1832/33 und vor allem im Sommer und Herbst 1834. Als Desaster endete schließlich Paganinis Engagement bei der Pariser Casino-Gesellschaft 1837/38. Im Dezember 1838 erlebte er in Paris die Uraufführung von Hector Berlioz’ Harold in Italien. Er huldigte Berlioz auf offener Bühne, konnte aber wegen seines Kehlkopfleidens kaum mit ihm sprechen. Wenige Tage später schenkte er Berlioz 20.000 Franc.

#### Belgien
Die Reaktion auf Paganinis Konzerte in Belgien im März 1834 war zwiespältig. Einerseits feierte ihn das Publikum, andererseits bemerkten Kritiker, darunter François-Joseph Fétis, Unsicherheiten in Paganinis Spiel und kreideten ihm an, dass er dilettantisch wirkende Sängerinnen in seinen Konzerten auftreten ließ. Eine war Charlotte Watson, in die er sich in London verliebt hatte. Die Liaison mit ihr endete, wie alle Beziehungen Paganinis zu Frauen, unglücklich.

### Rückkehr nach Italien

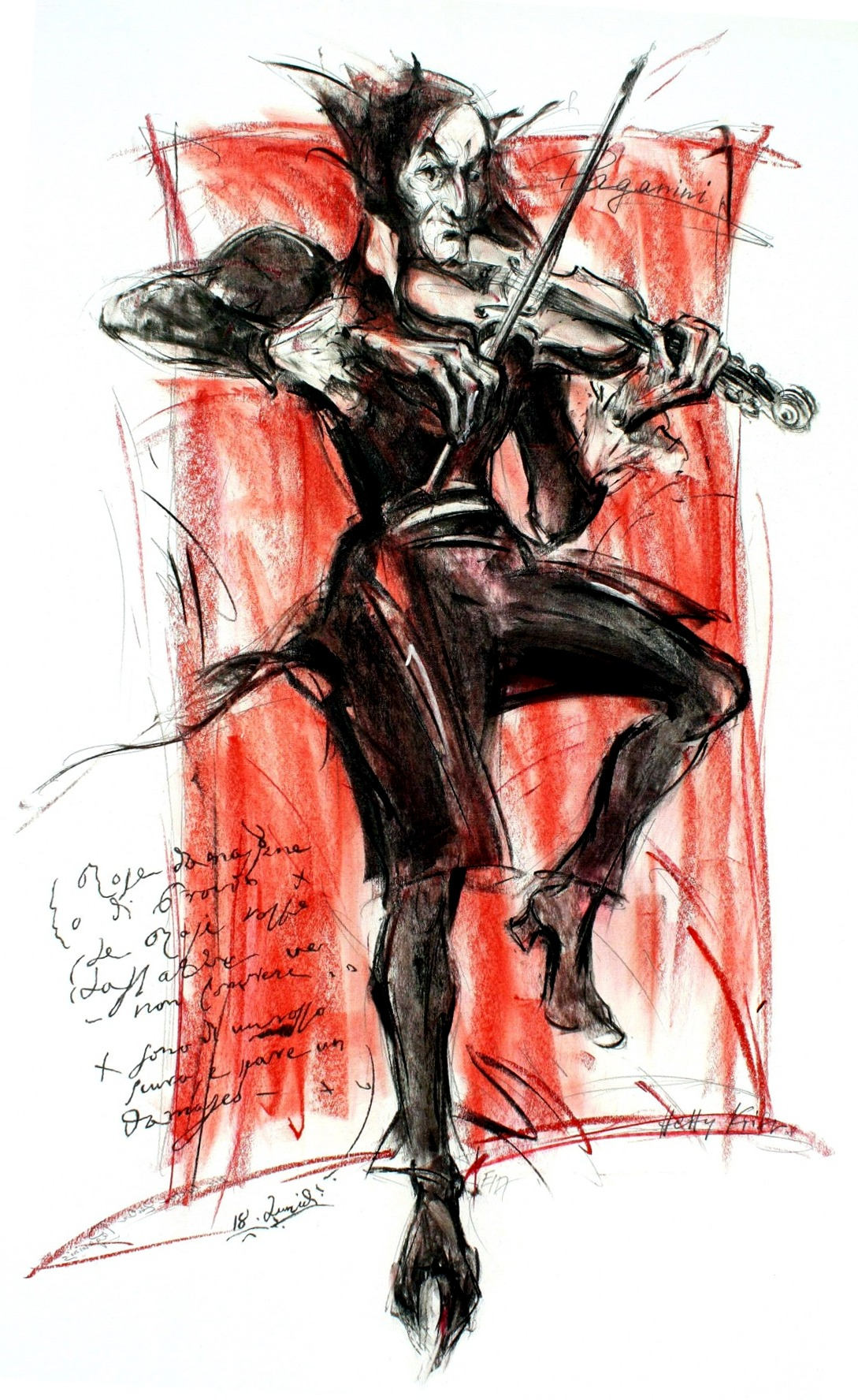
Hetty Krist, Paganini (Farblithographie)

#### Parma
Mit seinem Sohn kehrte Paganini Anfang September 1834 nach Genua zurück. Nach einem kurzen Verwandtenbesuch reiste er nach Parma, wo ihm Luigi Germi in seinem Auftrag die Villa Gajone gekauft hatte. Hier hoffte er wieder zu Kräften zu kommen. Der italienische Adel und das Königshaus nötigten ihn aber, Konzerte zu geben. Zur Ruhe kam er erst im Januar 1835. Zwei Monate lang konnte er ungestört komponieren und vollendete die bedeutenden, Germi gewidmeten 60 Variationen über Barucabà op. 14.
Am 12. Dezember 1835 trat er in Parma ein Amt an, das er sehr gewissenhaft erfüllte: er wurde Mitglied der Kommission des Hoforchesters, was einem heutigen Generalmusikdirektor nahekommt. Er führte Opern auf, kümmerte sich um eine Verbesserung des Instrumentariums und erarbeitete umfangreiche Entwürfe eines Reglements für das Herzogliche Orchester von Parma und für eine in dieser Stadt zu errichtende Akademie. Es handelt sich um einen fortschrittlichen Normenkatalog, der den Zuständigen bei Hofe und der Herrscherin Marie Louise allerdings zu weit ging. Enttäuscht gab Paganini im Juli 1836 seine Stellung in Parma auf und ging wieder auf Konzertreisen, die im November 1839 in Nizza ihr Ende fanden.

#### Nizza
Paganini hoffte, das milde Klima Nizzas trüge zur Linderung seiner vielen Beschwerden bei. An Berlioz schrieb er: „Wenn der Himmel es erlaubt, werde ich Sie im Frühjahr wiedersehen. Ich hoffe, daß mein Zustand sich hier bessern wird. Diese Hoffnung ist die letzte, die mir noch übrigbleibt.“ Und seiner Schwester vertraute er an, er wolle später in die Toskana gehen, um dort unter dem azurblauen Himmel seine letzte Stunde zu erwarten, und gerne wolle er sterben, dürfe er zuvor noch die Luft eines Dante und Petrarca atmen.

Paganinis Grabmal in Parma

Anfang Mai 1840 zwang ihn ein schwerer Anfall ins Bett. Seine Stimme war völlig vernichtet. Am 27. Mai 1840 starb Paganini in Nizza. Seinen Sohn Achille hatte er in seinem Testament als Universalerben eingesetzt.
Da Paganini auf dem Sterbebett keine mündliche Beichte ablegen konnte und schriftlich nicht abgeben wollte oder konnte, wurde ihm nach bischöflicher Überprüfung ein christliches Begräbnis verwehrt. Erst 1876 fand sein Leichnam nach einer makaber anmutenden Odyssee vorübergehende Ruhe in geweihter Erde und liegt seit 1896 auf dem neuen Friedhof zu Parma, wo man ein Grabdenkmal errichtet hat.

### Krankheiten
Die Vermutungen über Paganinis Krankheiten stützen sich hauptsächlich auf zwei Gutachten seines mit ihm befreundeten Arztes Francesco Bennati aus den Jahren 1831 und 1845. Danach litt Paganini an den Folgen einer Masernenzephalitis aus früheren Jahren und an syphilitisch-tuberkulösen Beschwerden aus mittleren Jahren, die sich in einer Kehlkopftuberkulose mit Aphonie und einer großflächigen Knochennekrose des Unterkiefers mit Zahnverlust manifestierten und mit einem Blutsturz zu seinem Tod führten.
Bennati beschrieb auch Paganinis Gestalt, was Anlass war, zu vermuten, Paganini sei vom erblichen Marfan-Syndrom befallen gewesen. Bennati vermutete, dass Paganinis Gestalt und die Beschaffenheit seiner Hände mit ihrer großen Dehnbarkeit und der Fähigkeit, die Finger zu überstrecken, die Grundlage für Paganinis technische Möglichkeiten bildeten. Allerdings zeigt der erhalten gebliebene Gipsabguss von Paganinis rechter Hand, dass seine Finger keineswegs ungewöhnlich lang waren: Der Mittelfinger des Gipsabgusses hat eine Länge von etwa 7,5 cm. Eine jüngst vorgenommene DNA-Analyse an Paganinis Nachkommen konnte ein Marfansyndrom ebenfalls nicht bestätigen.
Die anhand zeitgenössischer Bilder und Beschreibungen erfassten körperlichen Merkmale Paganinis deuten auf das Ehlers-Danlos-Syndrom hin, das ebenfalls zur Überbeweglichkeit der Gelenke führen kann.
Ob Paganinis belegte, vielfältige Unterleibsbeschwerden, insbesondere an Harnblase, Prostata und Dickdarm, und deren Folgen sowie seine Hautsensationen von den Primärerkrankungen oder sekundär von Behandlungsmethoden und Medikamenten verursacht wurden – Analysen von Haaren Paganinis ergaben zum Beispiel eine hohe Konzentration von Quecksilber – oder weitere Ursachen hatten, lässt sich nicht nachweisen.

## Musik

### Paganinis Spielweise

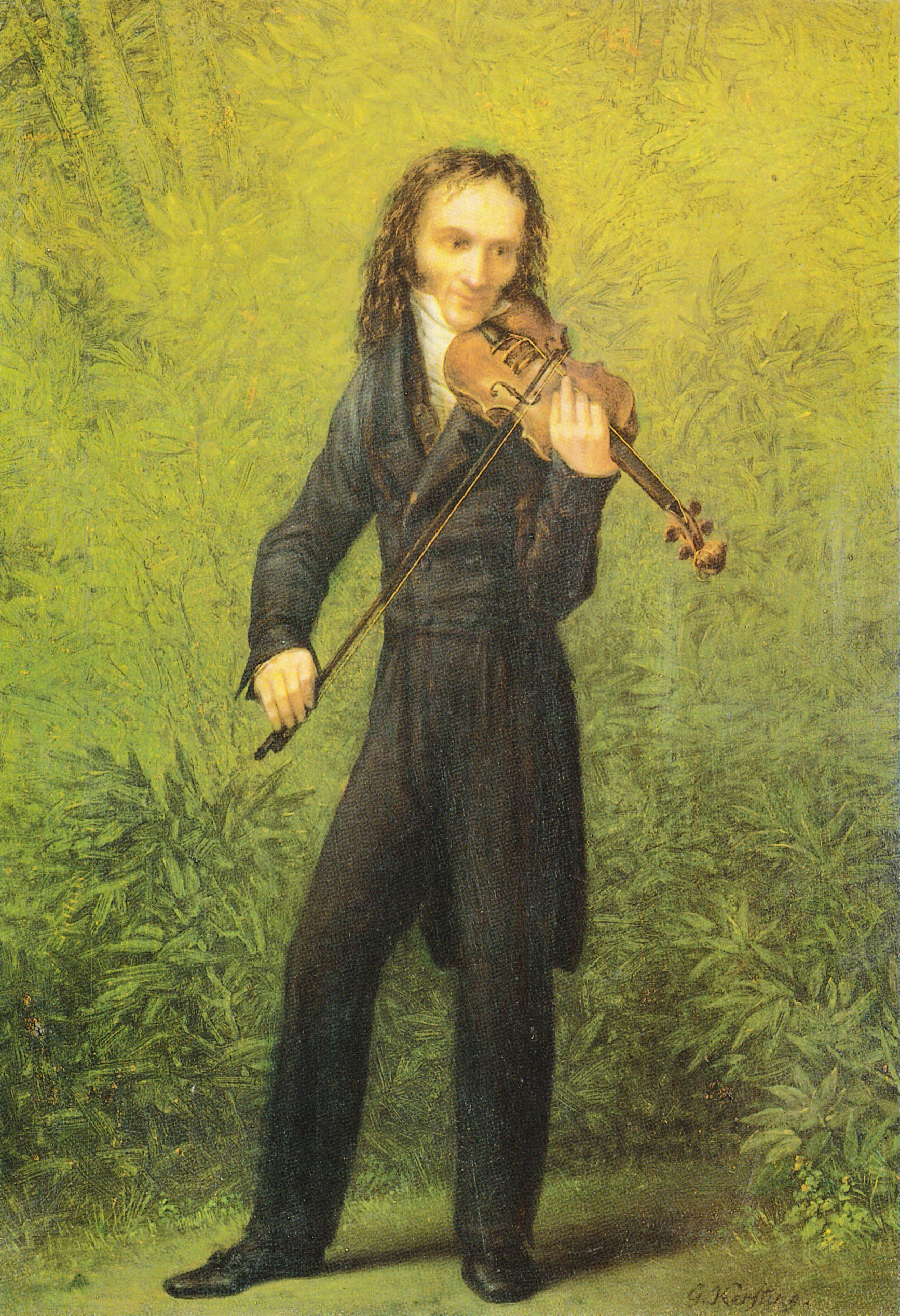
Das Gemälde von Georg Friedrich Kersting (1830/31) zeigt Paganinis Spiel in hoher Lage.

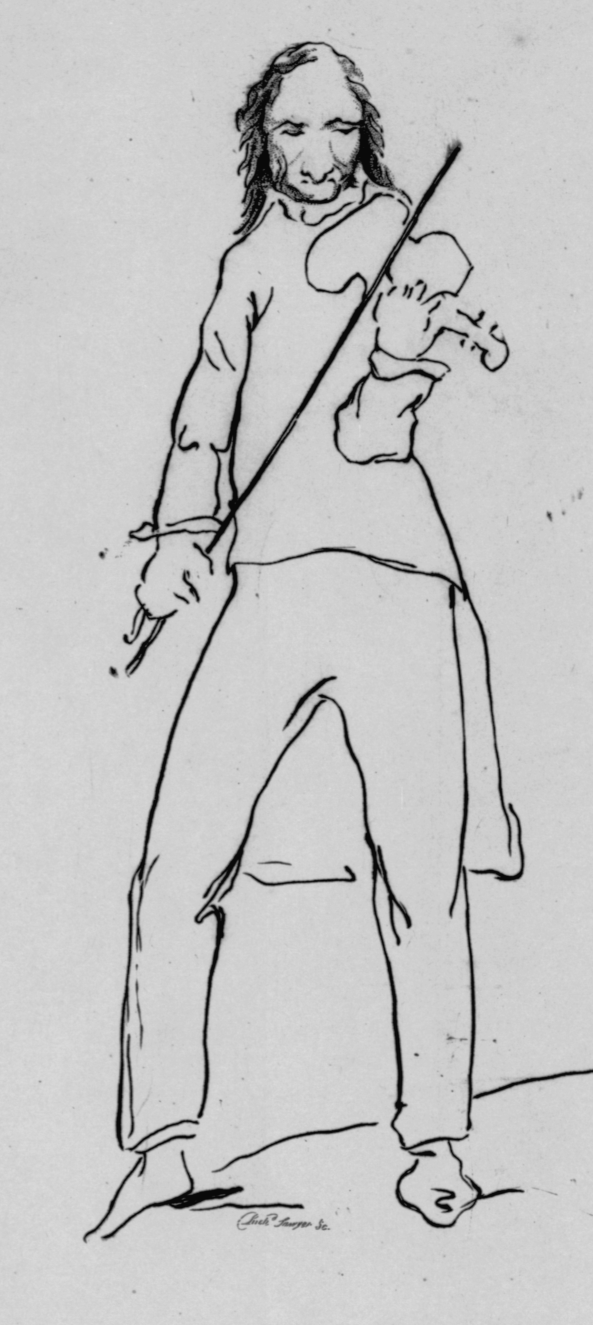
Paganini in typischer Spielhaltung, Karikatur, London 1831

Carl Guhr schrieb 1829 ein Traktat, das sich systematisch mit der Ästhetik von Paganinis Violinspiel und mit dessen Techniken beschäftigt. Es zeigt, dass Paganinis Eigenheiten fast gänzlich auf dem traditionellen italienischen Violinspiel insbesondere Tartinis und Locatellis fußten. Was ihn davon unterschied, sind der exzessive Gebrauch der besonders schwierigen tradierten Techniken und die damit auf der Bühne erzeugte Aura des Persönlichen und Genialen. Längst bevor Paganini Europa bereiste, konnten seine Fähigkeiten anhand der 1820 als Opus 1 veröffentlichten, den „Artisti“ zu Studienzwecken gewidmeten 24 Capricci für Violine solo erahnt werden. Sie enthalten fast all seine für ihn typischen technischen Anforderungen.
Aus Carl Guhrs Traktat lässt sich zusammenfassen:
- Paganini bespannte seine Violine mit dünneren Saiten als üblich u. a. wegen des leichteren Umstimmens, der Ansprechbarkeit der höchsten Lagen und des Flageoletts sowie des Mischens von Bogenstrich und Pizzicato der linken Hand. Der Steg war flacher gestaltet.
- Das rechte Bein wurde vorgestellt, die Oberarme blieben dicht am Körper, der linke Ellenbogen wurde weit nach rechts gedreht, die Violine wurde ohne Halter unter dem Kinn gehalten und nach unten geneigt. Das ermöglichte Paganini eine entspannte Haltung und eine freie Beweglichkeit der Finger auf dem Griffbrett.
- Beim ausschließlichen Spiel auf der G-Saite war diese auf b hinauf gestimmt. In vom Orchester begleiteten Stücken in B-Tonarten wurde die Violine um einen Halbton höher gestimmt. Dadurch konnten auf der Violine die klangvollen Kreuztonarten gegriffen werden, während die begleitenden Streichinstrumente die matteren B-Tonarten griffen, so setzte sich die Solostimme vom Orchester ab.
- Paganinis Bogen war sehr lang und in der höchsten Spannung nahezu gerade, also weder nach der einen noch der anderen Richtung gebogen. Die starke Spannung begünstigte das Springbogenspiel. Auftakte strich Paganini oft mit Abstrich, Betonungen mit Aufstrich.
- Höchst virtuos beherrschte Paganini die Mischung von Bogenstrich und Pizzicato mit der linken Hand, eine Technik, die in der früheren italienischen Schule zu Zeiten Niccolò Mestrinos bereits häufig angewendet worden war. Er setzte sie u. a. ein, um eine gestrichene Melodie mehrstimmig im Pizzicato zu begleiten. Das Doppelflageolett über lange Passagen war ein besonderer klanglicher Effekt. Berühmt war er für rasante Geschwindigkeiten und eine große Bandbreite der Dynamik vom quasi gehauchten Ton bis zum weit tragenden Fortissimo.[23]

„Das Seelenvolle, Begeisterte, wahrhaft Eigenthümliche in Paganini’s Spiel strömt aus seiner innersten Natur. Die Gefühle und Empfindungen, die er im verwandten Busen erregen will, sind seine eigenen. In den Tönen seiner Melodien ist sein Leben rege und wach, finden wir stets sein Ich, seine Individualität. Die Trauer, die er empfunden, das Sehnen, das sein Wesen durchzieht, die Leidenschaft, die seinen Puls rascher jagt, sie alle fließen in seinen Vortrag über; […] so ist Paganini der Künstler, welcher die Welt um sich vergisst und sein eigenes Leben, wie es von Leiden durchfurcht, von Freude geglättet wurde, in Tönen wiedergebiert. Wer sein Spiel kennt, kennt auch ihn.“

Carl Guhrs ästhetische Einschätzung und technische Darstellung von Paganinis Spiel auf der Violine wird bestätigt durch einen Bericht des Geigers und Komponisten Ole Bull (1810–1880), der schon in jungen Jahren zu den ersten Geigern gehörte, die Paganinis Capricci spielten.

### Paganinis Instrumente
In Paganinis Nachlass fanden sich 15 Violinen, darunter sieben von Antonio Stradivari, vier von Giuseppe Guarneri (Guarneri del Gesù) und zwei von Nicola Amati, außerdem zwei Violen von Stradivari, vier Violoncelli, darunter zwei von Stradivari und eines von Guarneri, sowie eine Gitarre.

#### Il cannone violino

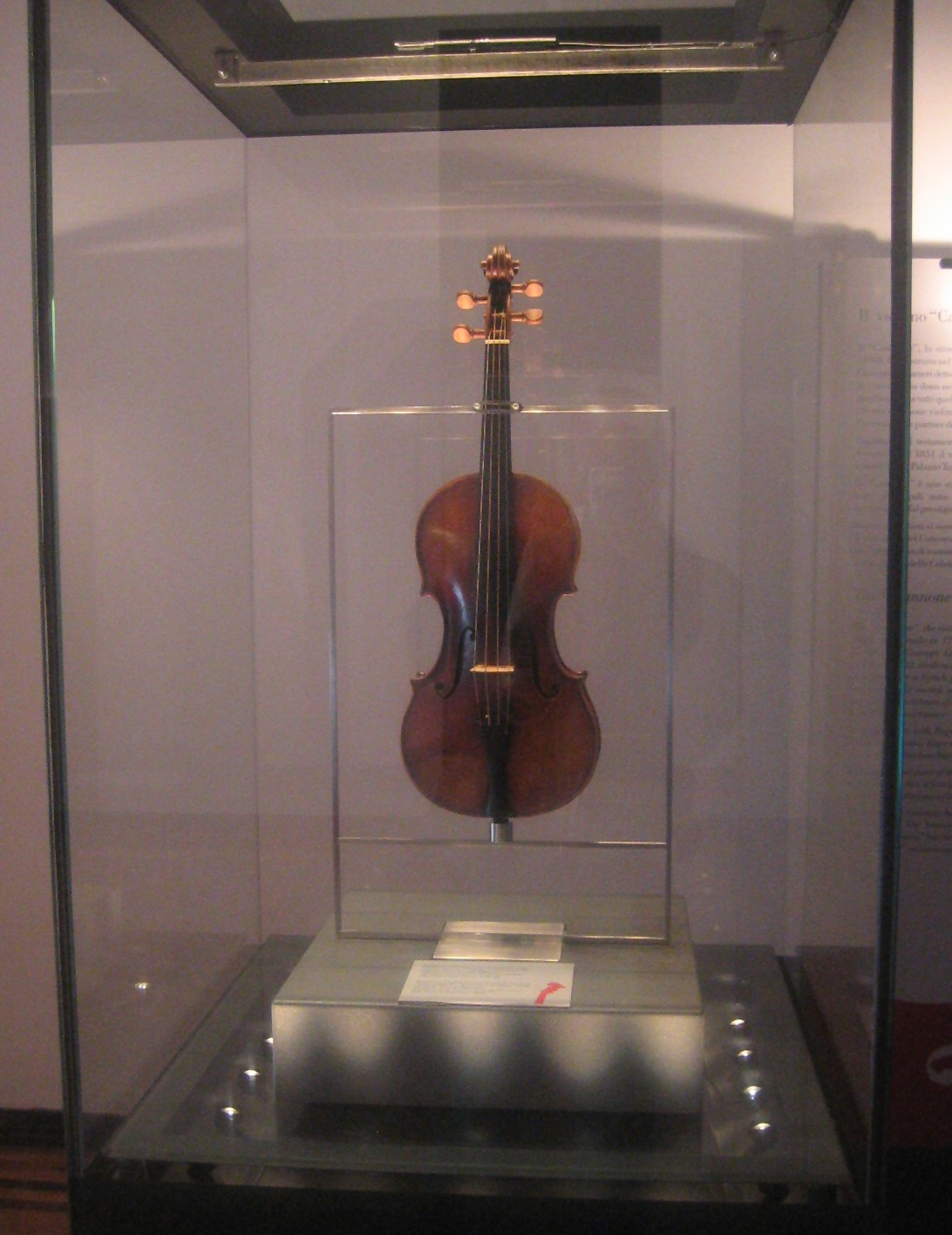
Die Guarneri del Gesù von 1743, die Paganini „il mio cannone violino“ nannte

Unter den Guarneri-Violinen befand sich Paganinis Lieblingsinstrument, das er testamentarisch der Stadt Genua vermacht hatte: eine 1743 von Giuseppe Guarneri in Cremona gebaute Violine, die il Cannone oder kurz Cannone genannt wird. Paganini hatte sie als junger Virtuose geschenkt bekommen (wahrscheinlich im Jahr 1802 in Livorno) und wegen ihres kraftvollen Klangs il mio cannone violino („meine Kanonenvioline“) genannt. Die Cannone war mit ihrem großen, runden Ton das ideale Instrument, um Paganinis dünne Besaitung, die den Ton schlank machte, wettzumachen.
1828 ließ Paganini die Violine in Wien von dem Geigenbauer Carl Nicolaus Sawicki umarbeiten. Sie erhielt einen Saitenhalter ähnlich wie eine Viola und ein neues Griffbrett, das etwas kürzer war und eine ausgeprägtere Wölbung aufwies. 1833 erlitt die Violine in London einen Schaden, dessen Behebung der Geigenbauer Jean-Baptiste Vuillaume erst 1838 vollendete. Vuillaume fertigte zudem eine Kopie an, die später Paganinis Schüler Camillo Sivori von seinem Lehrer erwarb.

#### Instrumente des „Paganini-Quartetts“
Vier Stradivari-Instrumente werden heute als „Paganini-Quartett“ bezeichnet:
- 1. Violine: Paganini, Comte Cozio di Salabue (gebaut 1727). 1817 kaufte Paganini diese Geige von dem Mailänder Grafen Ignazio Alessandro Cozio di Salabue.[61][62]
- 2. Violine: Paganini-Desaint (gebaut etwa 1680), eine frühe Stradivari im Amati-Stil. Seit 1810 im Besitz von Paganini.[63]
- Viola: Paganini-Mendelssohn (gebaut 1731). Seit 1832 im Besitz von Paganini.[64]
- Violoncello: Paganini-Ladenburg (gebaut 1736).[65]

Nach Paganinis Tod gingen die vier Instrumente durch verschiedene Hände. So spielte zum Beispiel Emanuel Wirth die Viola Ende des 19. Jahrhunderts im Joachim-Quartett. In mühevoller Suche gelang es schließlich Emil Herrmann, einem bekannten Händler und Restaurator von Musikinstrumenten in New York, sie nach fast einem Jahrhundert wieder zu vereinen. Die reiche Witwe und Musikliebhaberin Anna E. Clark (1878–1963) kaufte die vier Instrumente 1946 von Herrmann für 155.000 US-Dollar und stellte sie Henri Temianka zur Verfügung, der daraufhin das Paganini-Quartett gründete.
Die 1994 von der Nippon Music Foundation erworbenen Instrumente werden renommierten Streichquartettensembles als Leihgabe zur Verfügung gestellt. Von September 1995 bis Juli 2013 konnte das Tokyo String Quartet die vier Instrumente nutzen, von Dezember 2013 bis August 2017 das Hagen-Quartett. Im September 2017 wurden sie für ein Jahr an das Quartetto di Cremona verliehen. Im September 2019 wurden sie für eine Dauer von vier Jahren dem Goldmund Quartett zur Verfügung gestellt.

## Werke

### Veröffentlichungen zu Lebzeiten
- Die 24 Capricci op. 1 für Violine solo sollten den „Artisti“ zu Studienzwecken dienen. Sie sind von Locatellis 1733 veröffentlichter Violin-Schule LˋArte del violini inspiriert.
- Die 12 Sonaten für Violine und Gitarre op. 2 und op. 3 sowie die Quartette für Violine, Viola, Gitarre und Violoncello op. 4 und op. 5 waren dem Musizieren im kleinen, kammermusikalischen Rahmen zugedacht und wurden – wie alle zu Lebzeiten veröffentlichten Gitarrenwerke Paganinis – 1820 in Mailand herausgegeben.[69]

### Weitere Werke
Opus 6 bis Opus 14 wurden 1851 veröffentlicht. Außer bei op. 14 handelt es sich um Werke, die Paganini für seine eigenen Auftritte komponiert hat.
- Op. 6: Concerto Nr. 1 für Violine und Orchester Es-Dur[70]
- Op. 7: Concerto Nr. 2 für Violine und Orchester h-Moll La Campanella
- Op. 8: Le Streghe. Variationen über „Il Noce di Benevento“ von Franz Xaver Süßmayr für Violine und Orchester
- Op. 9: God save the King. Variationen über „Heil dir im Siegerkranz“ für Violine und Orchester
- Op. 10: Il Carneval di Venezia. Variationen über „O mamma, mamma cara“ für Violine und Orchester
- Op. 12: Non più mesta. Thema aus Rossinis Cenerentola mit Variationen für Violine und Orchester
- Op. 13: Di tanti palpiti. Thema aus Rossinis Tancredi mit Variationen für Violine und Orchester
- Op. 14: Etude in 60 Variationen über das Lied Baracubà für Violine und Gitarre

Viele weitere für den öffentlichen Auftritt komponierte Werke, die Paganini großen Ruhm einbrachten, sind erst später, oft erst im 20. Jahrhundert oder bisher noch nicht veröffentlicht worden. Dazu gehören:
- Sonata Napoleone mit Variationen auf der IV. Saite für Violine und Orchester (1805–1809)
- Sonata Maria Luisa mit Variationen auf der IV. Saite für Violine und Orchester (ca. 1810)
- Sonata auf der IV. Saite über „Dal tuo stellato soglio“ aus Rossinis Mosè in Egitto für Violine und Orchester (1818/19)
- Maestoso sonata sentimentale, Variationen auf der IV. Saite über „Gott erhalte Franz den Kaiser“ für Violine und Orchester (1818/19)
- Concerto Nr. 3 für Violine und Orchester E-Dur (1826)
- Concerto Nr. 4 für Violine und Orchester d-Moll (1829/30)
- Concerto Nr. 5 für Violine und Orchester a-Moll (1830)
- Concerto Nr. 6 für Violine und Orchester e-Moll (entdeckt 1972, sog. Concerto op. post)
- Sonata per la gran Viola für Viola und Orchester (1834)

Einige erfolgreiche Vortragsstücke sind unvollständig überliefert. Oft fehlt die Stimme der von Paganini gespielten Solovioline. Ein Beispiel dafür:
- Sonata militare, Variationen auf der IV. Saite über „Non più andrai“ aus Le Nozze di Figaro von W. A. Mozart (1824)

Außerdem komponierte Paganini eine große Anzahl weiterer, großenteils unveröffentlichter Werke für Violine und Orchester, für andere Instrumente und Orchester, für Violine und Klavier, für Violine solo, für Gitarre solo wie die Große Sonate in A-Dur, für Mandoline, sodann Kammermusik unterschiedlicher Besetzung und Vokalmusik.
Paganinis Werke für Violine und Gitarre wurden zu großen Teilen auch von Kurt Schumacher herausgegeben.

### Von Paganini geplante Projekte
Paganini selbst hatte sich eine Liste von 28 erfolgreichen Werken gemacht, die er veröffentlichen wollte, darunter auch Einzelsätze aus seinen Konzerten. Damit wollte er nicht zuletzt den vielen inzwischen erschienenen Plagiaten, Imitationen und Arrangements entgegentreten. Gegen Ignaz Moscheles und dessen Gems à la Paganini (3 Bände, London 1832) ging Paganini deshalb mit Erfolg gerichtlich vor und erhielt von Moscheles eine Entschädigung.

„Ich werde euch sagen, daß es meine erklärte Absicht ist, in nicht allzu ferner Zeit meine Kompositionen, so wie sie geschrieben stehen, zu veröffentlichen und ihnen eine Schule hinzuzufügen, die ihre Ausführung methodisch erläutert.“

Zu dieser Veröffentlichung ist es nie gekommen, auch nicht zur geplanten Violinschule.

## Künstlerisches Nachwirken

### Klassische Musik
Verschiedene Komponisten verarbeiteten Themen von Paganini bereits zu dessen Lebzeiten, darunter:
- Joseph Lanner: Beliebtes Wiener Quodlibet (1828)
- Johann Strauss (Vater): Walzer à la Paganini op. 11 (1828)
- Stephen Heller: Thème de Paganini varié op. 1 (1829)
- Johann Baptist Cramer: Reminiscences of Paganini (1831)
- Johann Nepomuk Hummel: Recollections of Paganini (1831)
- Friedrich Kuhlau: La Clochette. Rondo über ein Thema von Paganini; La Légèreté. Rondo über ein Thema von Paganini (1832)
- Robert Schumann: Studien für das Pianoforte nach Capricen von Paganini op. 3 (1832); 6 Konzert-Etüden op. 10 (1832/33)

Spätere Bearbeitungen (Auswahl):
- Franz Liszt: Grandes études d’après Paganini (1851)
- Johannes Brahms: Paganini-Variationen op. 35 für Klavier (1862/63)
- Sergei Rachmaninow: Rhapsodie über ein Thema von Paganini (1934)
- Boris Blacher: Paganini-Variationen für Orchester (1947)
- Witold Lutosławski: Paganini-Variationen für 2 Klaviere (1939), auch als Bearbeitung für Klavier und Orchester (1978)
- Alexander Rosenblatt: Variationen über ein Thema von Paganini für Klavier (1988), vom Jazz beeinflusst
- James Barnes: Fantasy Variations on a Theme by Niccolò Paganini für Orchester (1989)

Paganini ist Hauptfigur in Franz Lehárs gleichnamiger Operette aus dem Jahr 1925.

### Crossover
- Andrew Lloyd Webber: Variations (1978)

### Rockmusik
Gitarrenvirtuose Yngwie Malmsteen zitiert den Geiger (neben Johann Sebastian Bach und Ludwig van Beethoven) als eine seiner Hauptinspirationen.

### Premio Paganini
Der Internationale Violinwettbewerb Premio Paganini wurde 1954 in Genua mit dem Ziel gegründet, zur Förderung und zur Entdeckung von jungen Talenten beizutragen.

### Astronomie
1986 wurde der Asteroid (2859) Paganini nach Niccolò Paganini benannt.

### Gesamtdarstellungen und Biografien
- Georg Harrys: Paganini in seinem Reisewagen und Zimmer, in seinen redseligen Stunden, in gesellschaftlichen Zirkeln, in seinen Concerten. Braunschweig 1830. Neu herausgegeben von Heinrich Sievers, Tutzing 1982, ISBN 3-7952-0364-3.
- Julius Max Schottky: Paganini’s Leben und Treiben als Künstler und als Mensch, mit unpartheiischer Berücksichtigung der Meinungen seiner Anhänger und Gegner. Verlag: J. G. Calve’sche Buchhandlung, Prag 1830. Reprint Vaduz/Liechtenstein 1990, Textarchiv – Internet Archive.
- François-Joseph Fétis: Biographical notice of Nicolo Paganini, with and analysis of his compositions and a sketch of the history of the violin. Verlag Schott, London 1876, Textarchiv – Internet Archive.
- A. Niggli: Nicolo Paganini. In: Paul Graf von Waldersee (Hrsg.): Sammlung musikalischer Vorträge. Vierte Reihe, Nr. 44/45. Verlag: Breitkopf und Härtel, Leipzig 1882, S. 279–350, Textarchiv – Internet Archive.
- Stephen Samuel Stratton: Nicolo Paganini: His life and work. The Strad Library, No. XVII. Charles Scribner’s Sons, New York 1907, Project Gutenberg.
- Jacques Gabriel Prod’homme: Paganini. Verlag: H. Laurens, Paris 1907. Übersetzt aus dem Französischen von Alice Mattullath. Verlag Fischer, New York 1911, Textarchiv – Internet Archive.
- Julius Kapp: Paganini. Eine Biographie. Schuster & Loeffler (1. Auflage Berlin 1913), 9.–12. Auflage 1922, Textarchiv – Internet Archive.
- Edward Neill: Niccolò Paganini. München / Leipzig 1990, ISBN 3-471-78232-X; Taschenbuch: München 1993, ISBN 3-426-02458-6.
- Roberto Grisley: PAGANINI, Niccolò. In: Raffaele Romanelli (Hrsg.): Dizionario Biografico degli Italiani (DBI). Band 80: Ottone I–Pansa. Istituto della Enciclopedia Italiana, Rom 2014.

### Einzelaspekte
- Carl Guhr: Ueber Paganini’s Kunst die Violine zu spielen. Mainz 1829.
- Johann Christian Lobe: Der Wundermann auf der G-Saite. In: Die Gartenlaube. Heft 1, 1872, S. 9–11 und Heft 2, S. 31–32 (Volltext [Wikisource]).
- Erinnerungen an Paganini. In: Die Gartenlaube. Heft 7, 1884, S. 121 (Volltext [Wikisource]).
- Józef Powrozniak: Paganini und die Gitarre, nova giulianiad 2/84, S. 82 ff.
- Philippe Borer: The Twenty-Four Caprices of Niccolò Paganini. Their significance for the history of violin playing and the music of the Romantic era. Stiftung Zentralstelle der Studentenschaft der Universität Zürich, Zürich 1997.
- Werner Fuld: Paganinis Fluch. Die Geschichte einer Legende. Rowohlt-Taschenbuch-Verlag, Reinbek bei Hamburg 2003, ISBN 3-499-23305-3.

### Romane
- Jules Siber: Paganini. Ein Roman von alten Göttern und Hexentänzen. Morawe & Scheffelt, Berlin 1920.
- Anatoli Kornelijewitsch Winogradow: Die Verurteilung Paganinis. 1936. Dt. bei Rütten & Loening, Berlin 1953.
- Franz Farga: Paganini. Der Roman seines Lebens. Albert Müller Verlag, Rüschlikon 1950.
- Christina Geiselhart: Paganini – Der Teufelsgeiger (Musik, Mythen und ein Mordverdacht). Edition Koch, Höfen 2013, ISBN 978-3-7081-0521-5.

## Filme und Dokumentationen
- 1928 wurde der Kurzfilm Paganini in Venedig gedreht, Andreas Weißgerber übernahm hier die Rolle Paganinis.
- Dem Film Paganini (The Magic Bow) aus dem Jahr 1946 liegt der Roman The Magic Bow: A Romance of Paganini von Manuel Komroff zugrunde. In der Hauptrolle spielt Stewart Granger.
- In seinem Spielfilm Kinski Paganini aus dem Jahr 1989 verarbeitete Klaus Kinski seine Sichtweise auf Paganini. Der Film erhielt kaum gute Kritiken und nur sehr wenig internationale Aufmerksamkeit.
- 2006/07 schuf Volker Schmidt-Sondermann anhand eines Drehbuchs von Axel Fuhrmann die Dokumentation Paganinis Geheimnis für Tellux-Film und Merkur TV.[76] Zwei Urenkel Paganinis gehen darin den historischen medizinischen Unterlagen mit modernen wissenschaftlichen Methoden auf den Grund.
- Am 31. Oktober 2013 startete Bernard Roses Verfilmung Der Teufelsgeiger in den deutschen Kinos. Auch dieser Film, in dem Stargeiger David Garrett die Hauptrolle übernahm, erhielt überwiegend schlechte Kritiken. Bemängelt wurden insbesondere ein unbestimmtes Drehbuch und durchweg schwache Darstellerleistungen. Die Musik Paganinis und deren Inszenierung durch Garrett wurden dagegen von allen Seiten gelobt.